# 美蘭空港
海南美蘭國際空港股份有限公司（簡稱美蘭空港）是海口美兰国际机场的營運者，于2002年11月18日在香港联交所主板上市。
截至2023年12月31日，公司已发行之总股本为473,213,000股，其中52.05%为内资股，其余47.95%为H股在香港联交所主板上市流通。公司的控股股东为海口美兰国际机场有限责任公司，共持有占总股本50.19%的内资股，实际控制人则是海南省發展控股有限公司，同时公司亦是海南机场集团成员。

## 历史
2000年12月28日，海南美兰国际机场股份有限公司于海口市市场监督管理局登记注册成立。
2003年11月6日，經中國商務部批准，成為一家外商投資股份有限公司。
2002年11月18日，美蘭機場股份於香港联合交易所上市。上市之初，公司主要股東分別是海口美蘭機場有限責任公司(当时是海航集团子公司)，佔总股本的50.19%（佔內資股的96.43%）及哥本哈根機場，佔总股本的20%（佔H股的41.71%）。
2014年7月3日，美蘭機場股份將以代價3.79億元向海航集團旗下新華聯航收購從事物流服務業務的武漢臨空80%股權；及以12.735億元收購美蘭免稅店49%股權的海島商業全部權益。
2015年3月2日起正式由「海南美蘭國際機場股份有限公司」更名為「海航基礎股份有限公司」。
2018年7月，公司股东特别大会通過公司改名为瑞港国际机场集团股份有限公司的議案，同年8月9日起正式生效。
2019年11月15日, 瑞港集團公布，公司中文名稱已由「瑞港國際機場集團股份有限公司」，更改為「海南美蘭國際空港股份有限公司」，而英文名稱亦由「Regal International Airport Group Company Limited」更改為「Hainan Meilan International Airport Company Limited」，同年11月20日起正式生效。

## 业务
業務大抵分成航空及非航空業務兩類，航空業務包括與海口美蘭國際機場有限責任公司就使用機場停機坪的航空公司降落費分賑至貨運、客運、地勤服務及航站樓設施。非航空業務包括於機場內的零售店鋪、特許經營、廣告位、停車場的租賃，經營機場內的免稅店及透過旗下的美蘭旅遊提供往返機場至海口市區的客運、並可預訂酒店、機票和短線旅行團。